# Comunità Montana Titerno e Alto Tammaro
Die Comunità Montana Titerno e Alto Tammaro ist eine Vereinigung aus siebzehn Gemeinden in der italienischen Provinz Benevento in der Region Kampanien.
Das Gebiet der Comunità Montana Titerno e Alto Tammaro umfasst die Gemeinden rund um den Fluss Tammaro, das Tal Valle Telesina, das Massiv Matese und hat eine Ausdehnung von 340 km².
In den siebzehnköpfigen Rat der Comunità entsenden die Gemeinderäten der beteiligten Kommunen je ein Mitglied.

## Mitglieder
Die Comunità umfasst folgende Gemeinden:
| - Campolattaro - Castelpagano - Cerreto Sannita - Circello - Colle Sannita - Cusano Mutri - Faicchio - Guardia Sanframondi - Morcone | - Pietraroja - Pontelandolfo - Reino - San Lorenzello - San Lupo - San Salvatore Telesino - Santa Croce del Sannio - Sassinoro |